# Najat Al Saghira
Najat Al Saghira (em árabe: نجاة الصغيرة; nascida a 11 de agosto de 1938) (ortografia alternativa: Nagat El Saghira) é uma cantora e actriz egípcia. Ela se retirou da indústria do cinema em 1976 e do canto em 2002. Najat começou a sua carreira aos cinco anos de idade e retirou-se após 59 anos.
É parte da "idade de ouro" da música egípcia das décadas de 1940, 1950 e 1960. Ela ainda inspira outros artistas actualmente. Por exemplo, a cantora libanesa, residente em Paris, Yasmine Hamdan (nascida em 1976) mistura diferentes dialectos e formas da língua árabe na sua forma de cantar, inspirada por artistas entre os que se incluem Najat Al Saghira.

## Filmes
Najat participou em 13 filmes, e posteriormente, retirou-se da indústria do cinema em 1976 à idade de 37 anos. Quase todos os seus filmes continham canções interpretadas por ela.
As melhores destes filmes são aquelas onde tem o papel protagonista, tal como em:
- 1958 Stranger
- 1962 Black Candles
- 1966 Beach of Fun
- 1969 Seven Days in Heaven
- 1971 My Dear Daughter
- 1976 Dried Tears

## Música
Vários compositores de música árabe do século 20 trabalharam com Najat, tais como:
- Mohammed Abdul Wahab (1902–1991) - “Do not lie”, "In the hour when I see you beside me" e “Mata?”
- Kamal Al Taweel (1922–2003) - “Live with me”
- Baligh Hamdi (1932–1993) - “I am waiting for you”.[6]
- Sayed Mekawy (1927–1997) - “It makes a big difference”.
- Mohammad El Mougi (1923–1995) - “Eyes of the heart”.[7]
- Mahmood Al Sherif (1912-1990) - "Thirsty" de Morsi Jameel Aziz[8]
- Ezz Eddin Hosni (1927 – 2013) (seu irmão) - "On your wing my bird I will tie my message" escrito por Mohammad Al Bahteeti[9]
- Compositores de outras canções: Riyad Al Sunbati (1906–1981), Hilmy Bakr (nascido em 1937) e Zakariyya Ahmad (1896–1961).

## Concorrência
Najat surgiu num momento quando o campo artístico já tinha formidáveis competidores. Estes incluem;
- Warda Al Jazairia (1939-2012),
- Shadia (nascida em 1931),
- Sabah (1927-2014),
- Fayza Ahmed (1934-1983),
- Fairuz (nascida em 1934).

Desde o início da década de sessenta, Najat rapidamente converteu-se na sua própria categoria, separada das demais.

## Prêmios
Najat, foi honrada e recebeu prémios muitas vezes, entre eles:
- Na década de 1960, o Presidente Gamal Abdul Nasser (1918-1970) outorgou-lhe uma Medalha de alta classificação.
- Ela tinha, e ainda tem muitos fãs na Tunísia. Ambos os Presidentes de Tunísia, Habib Bourguiba (1903-2000) e mais tarde Zine El Abidine Ben Ali (nascido em 1936) lhe outorgaram prémios.
- Em 1985, o Rei Hussein de Jordânia (1935-1999) deu-lhe o Primeiro Título da Medalha da Independência.
- Em 2006, uns quatro anos após o seu retiro,  ganhou o prémio "Os que deram felicidade à gente" em Dubai. Entregou-se-lhe uma Medalha de Ouro e US $100.000.

## Recentemente
Najat Al Saghira não se viu no ecrã ou em público desde o ano 2006.
Em 2010, um repórter confirmou que ainda vive no Cairo, mas viaja a Londres no verão para tratamento médico.
Em 2014, à idade de 74 anos, fez um telefonema a uma estação de televisão árabe. Estava a falar a partir da Alemanha, onde estava a receber tratamento médico.
Em janeiro de 2015, Najat recusou substanciais ofertas monetárias de canais de televisão pela sua participação numa série proposta sobre Suad Hosni.
Na primavera do 2015, meios de comunicação social indicaram que Najat estava a receber fisioterapia e que existiam algumas preocupações a respeito da sua saúde.